# Dittmannsdorfer Teich
Der Dittmannsdorfer Teich ist ein Stausee der Revierwasserlaufanstalt Freiberg in Sachsen. Er liegt beim Olbernhauer Ortsteil Dittmannsdorf, unmittelbar an der Bundesstraße 171.

## Beschreibung
Dieser Teich wurde von 1826 bis 1828 errichtet und ist der höchstgelegene im Freiberger Revier. Er dient heute als wasserwirtschaftliche Reserve und dem Hochwasserschutz. Gestaut wird der von Ullersdorf zufließende Bielabach. Außerdem besteht ein Zu- und Abfluss durch den Kunstgraben der Oberen Wasserversorgung. Das nur wenige Meter neben seiner Wasserfläche liegende Mundloch der Martelbacher Rösche gibt Wasser durch einen kurzen abgedeckten Kunstgraben an den Dittmannsdorfer Teich. Dieser erhält dadurch Wasser aus der Talsperre Rauschenbach und gibt es an andere Teiche der Revierwasserlaufanstalt ab.
Der Staudamm ist ein Erddamm mit einer Lehmkerndichtung und einer Tarrasmauer an der Wasserseite.
Der Teich versorgte früher das Freiberger Bergrevier mit Betriebswasser.

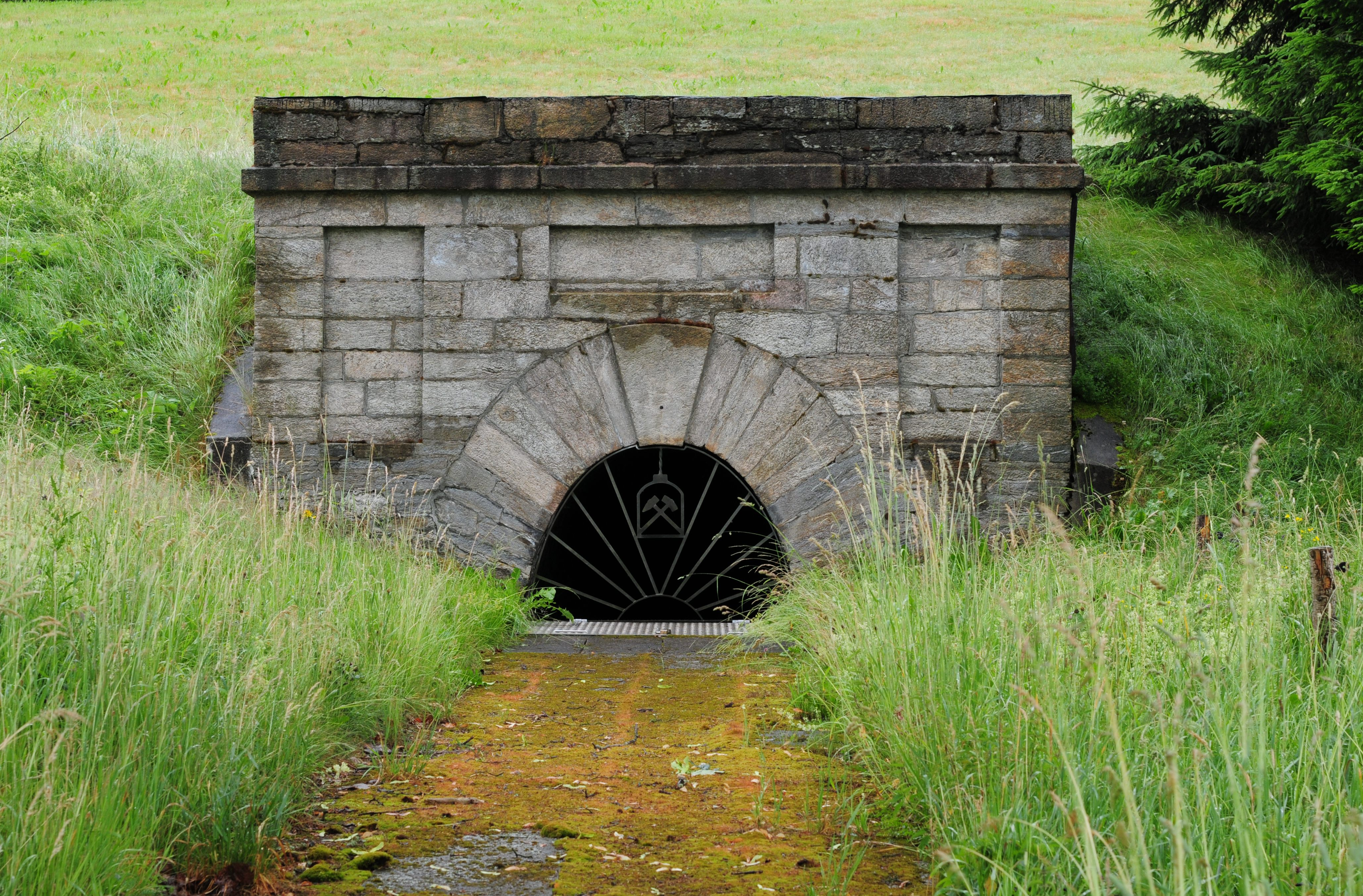
Martelbacher Rösche nahe dem Kunstteich
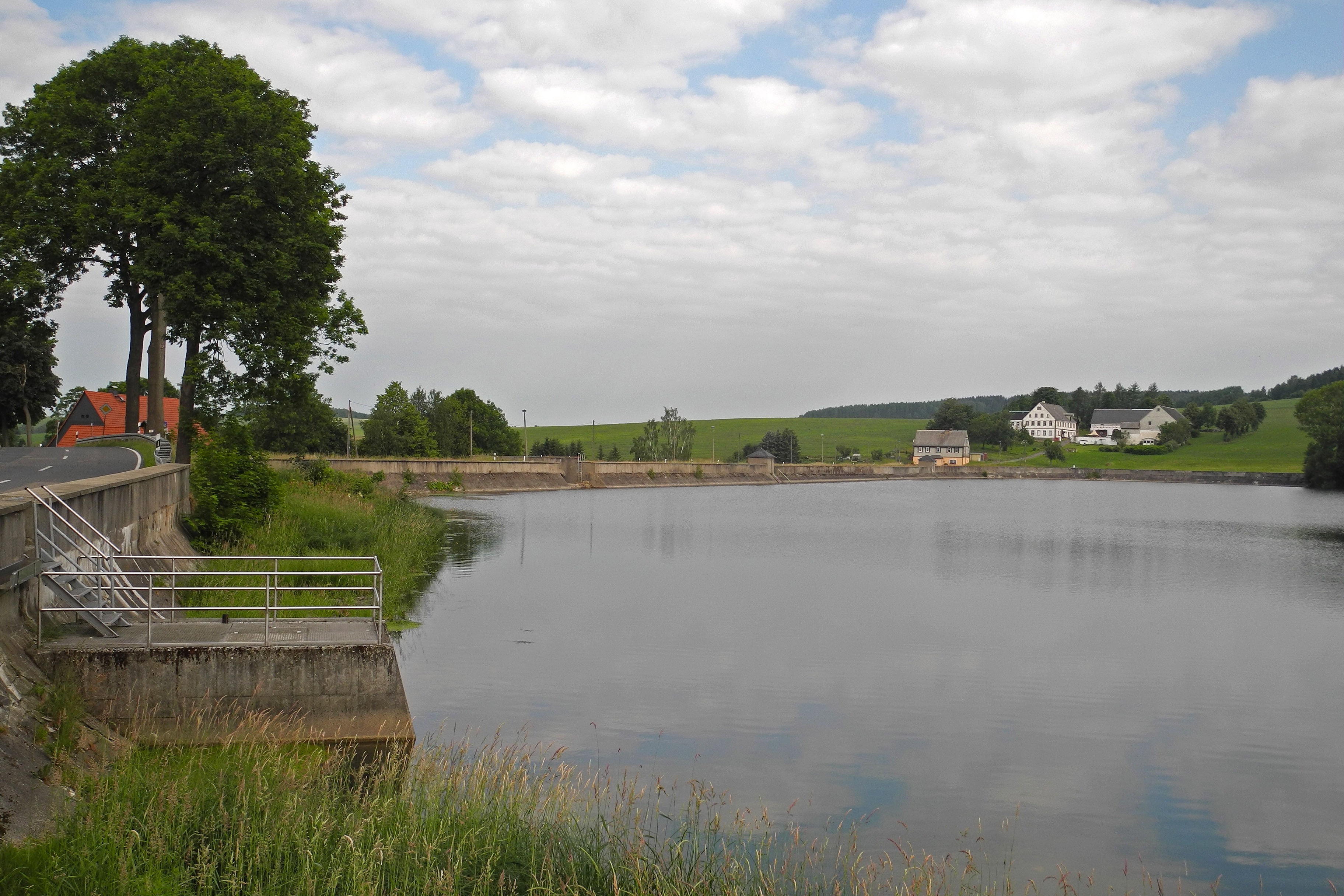
Kunstteich mit Zufluss (links) aus der Martelbacher Rösche
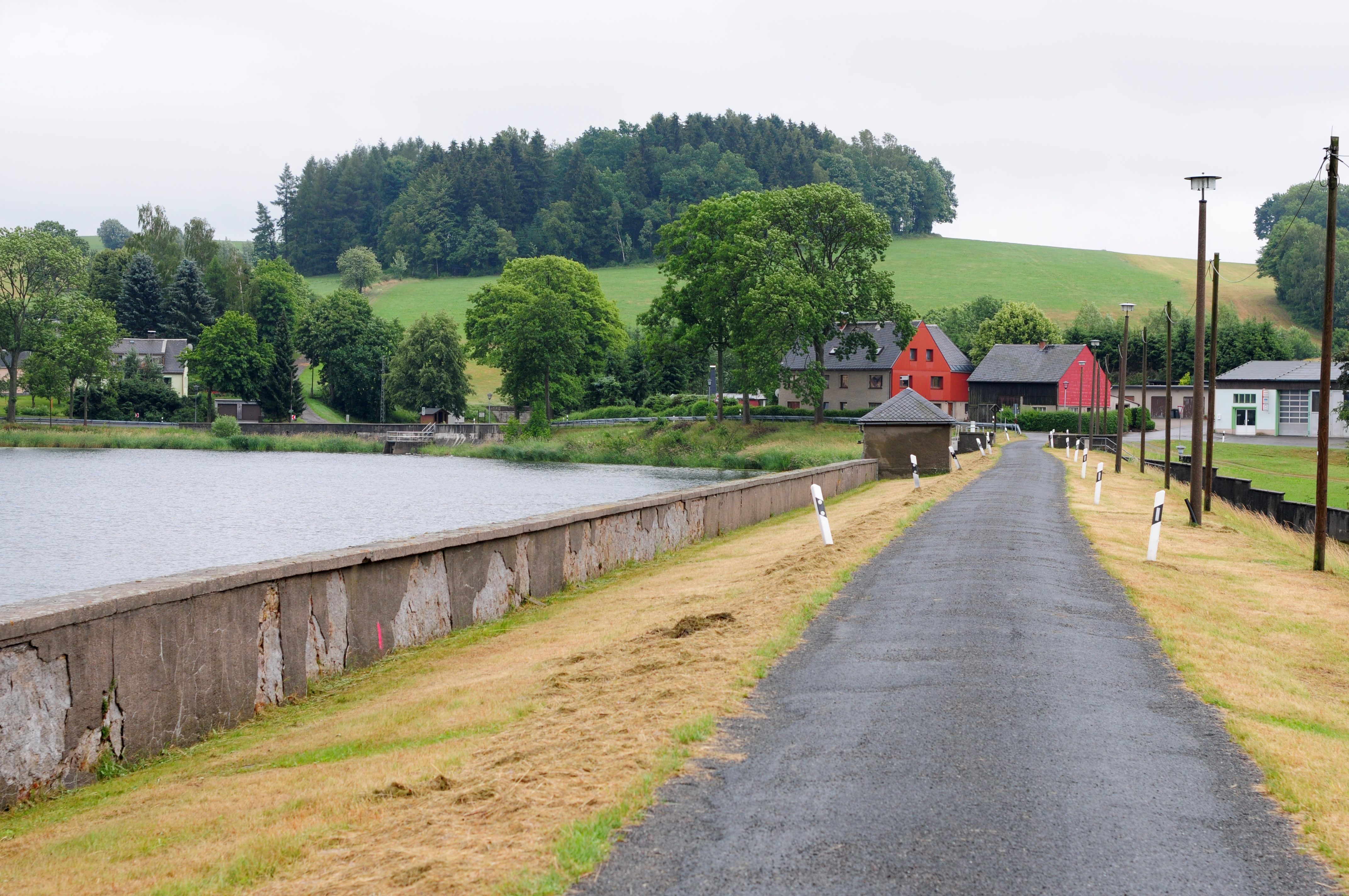
Fahrweg auf der Dammkrone
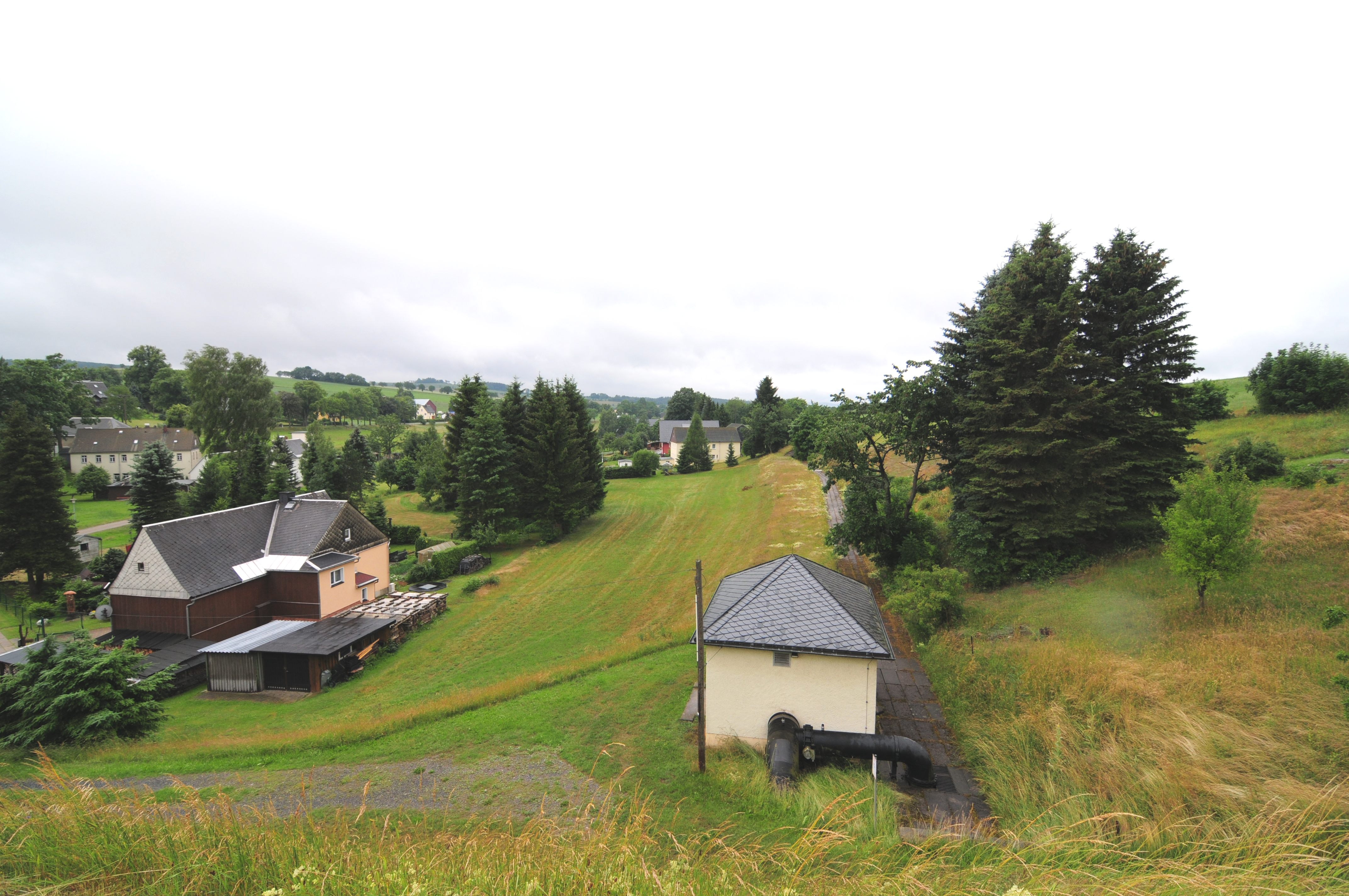
Kunstgraben unterhalb des Kunstteichdammes